# Росалиядекастро
Росали́ядекастро (Rosalíadecastro) (HD 149143) — звезда, которая находится в созвездии Змееносец на расстоянии около 207 световых лет от Солнца. Вокруг звезды обращается, как минимум, одна планета.

## Характеристики
Росалиядекастро является жёлтым субгигантом с массой, равной 1,1 солнечной массы и возрастом приблизительно 7,6 миллиардов лет. Это звезда, в недрах которой уже заканчивается водородное топливо, и начинается процесс горения гелия. Подобные звёзды увеличиваются в размерах и сильнее нагреваются, чем звёзды главной последовательности. В дальнейшем Росалиядекастро расширится ещё больше, достигнув стадии красного гиганта, чтобы затем сбросить внешние слои в окружающее пространство и превратиться в белый карлик.

## Планетная система
В 2007 году группой астрономов, работающих в рамках проекта N2K, было объявлено об открытии планеты HD 149143 b (Риосар / Riosar) в системе. Она принадлежит к классу горячих юпитеров — газовых гигантов, обращающихся очень близко к родительской звезде. Расстояние между планетой и звездой достигает всего лишь 0,053 а.е. — этого достаточно, чтобы внешние слои атмосферы Риосар нагревались до такой степени, чтобы испаряться в открытый космос.